# Bin Sziba Szalijja
Bin Sziba Szalijja (arab. بن شيبة شلية; fr. Benachiba Chelia)  – jedna z 52 gmin w prowincji Sidi Bu-l-Abbas, w Algierii, znajdująca się w środkowej części prowincji, około 26 km na południe od Sidi Bu-l-Abbas. W 2008 roku gminę zamieszkiwało 5668 osób. Numer statystyczny gminy w Office national des statistiques d'Algérie to 2251.